# Rudolf Plessl

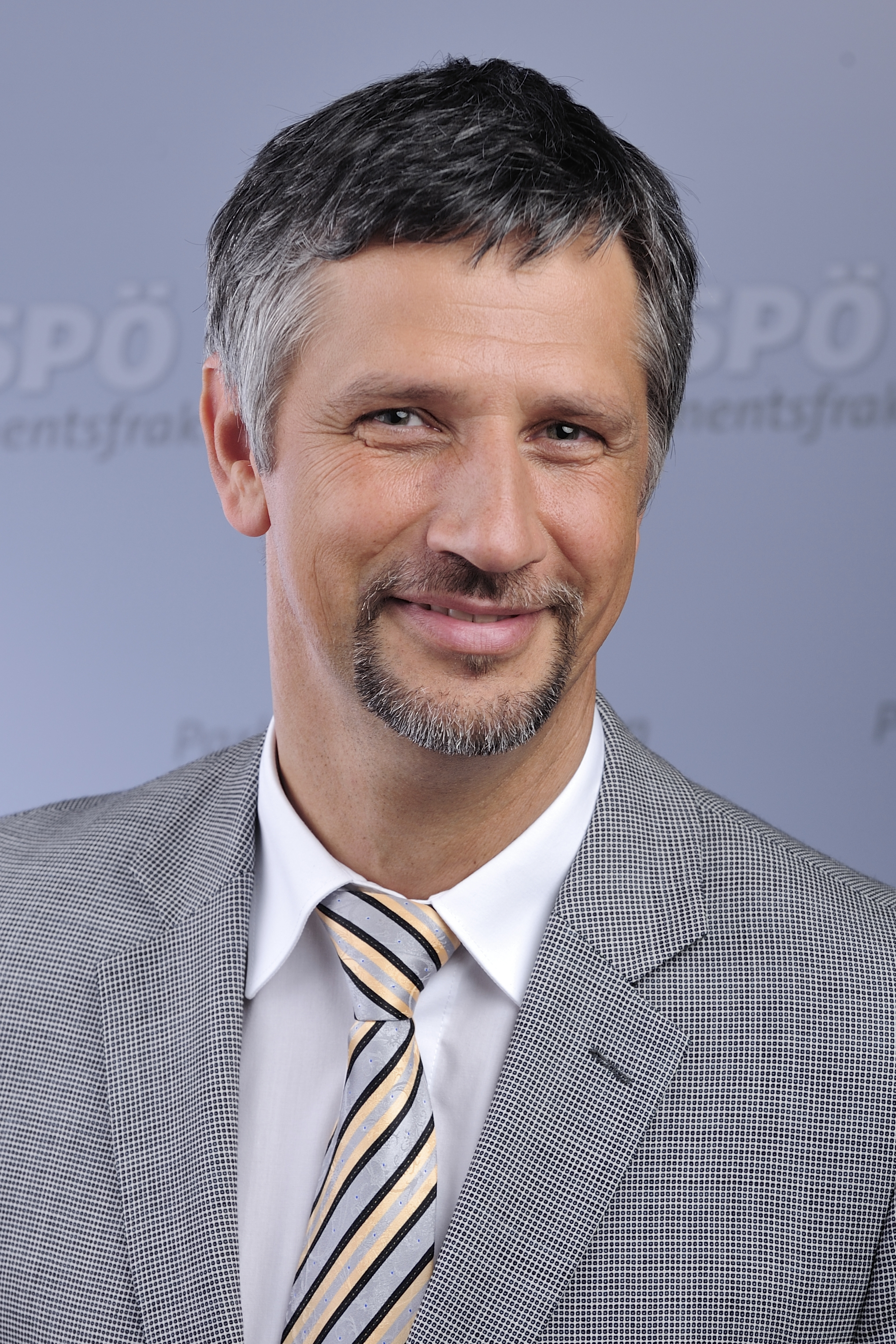
Rudolf Plessl (2014)

Rudolf Plessl (* 12. Jänner 1967 in Wien) ist ein österreichischer Politiker (SPÖ) und Polizeibeamter. Plessl war von Oktober 2008 bis Oktober 2019 Abgeordneter zum österreichischen Nationalrat. 

## Leben
Plessl besuchte nach der Volks- und Hauptschule ein Jahr lang die Handelsschule und absolvierte zwischen 1982 und 1986 die Polizeischule. Er versah ab 1986 in der Alarmabteilung Wien Dienst und wurde 1992 zur Kriminalbeamtenausbildung versetzt. Seit 1993 ist er am Landeskriminalamt Wien beschäftigt. 
Plessl war zwischen 2000 und 2001 Gemeinderat in Untersiebenbrunn und war zwischen 2001 und 2005 geschäftsführender Gemeinderat für Soziales, Kultur und Vereine. 2005 wurde er zum Vizebürgermeister gewählt, 2006 übernahm er das Amt des Bürgermeisters von Untersiebenbrunn. Plessl kandidierte auf Platz 1 der SPÖ-Liste für den Regionalwahlkreis Weinviertel und auf Platz 6 der SPÖ-Landesliste Niederösterreich bei der Nationalratswahl 2008. Plessl konnte ein Direktmandat in seinem Regionalwahlkreis erzielen und wurde am 28. Oktober 2008 als Abgeordneter zum österreichischen Nationalrat angelobt. Als Schwerpunkte seiner Abgeordnetentätigkeit nannte Plessl die Bereiche Innere Angelegenheiten, Tourismus, Alternative Energien und öffentlicher Verkehr. Nach der Nationalratswahl 2019 schied er aus dem Nationalrat aus.
Plessl ist verheiratet und Vater einer Tochter. 